# Delias duris
Delias duris är en fjärilsart som beskrevs av William Chapman Hewitson 1861. Delias duris ingår i släktet Delias och familjen vitfjärilar. Inga underarter finns listade i Catalogue of Life.

## Bildgalleri

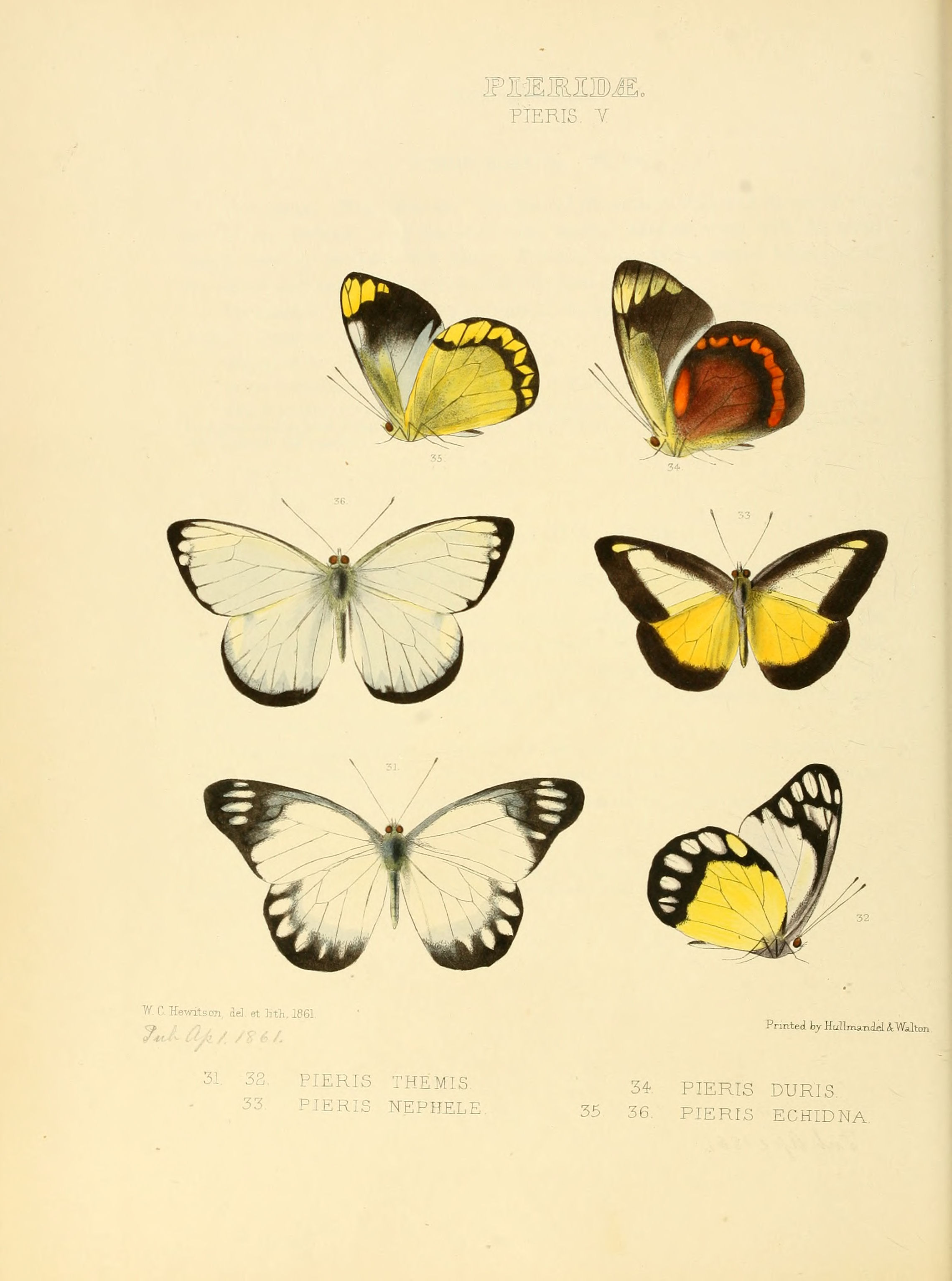